# Gallarate
Gallarate (Galarà o Galaràa in dialetto varesotto) è un comune italiano di 52 913 abitanti della provincia di Varese in Lombardia.

## Geografia fisica

### Territorio
Gallarate è un comune del Basso Varesotto sito nell'area metropolitana di Milano, a 6 km di distanza dall'aeroporto di Malpensa. La città confina con i comuni di Arsago Seprio, Besnate, Busto Arsizio, Cardano al Campo, Casorate Sempione, Cassano Magnago, Cavaria con Premezzo e Samarate.
Il territorio è prevalentemente pianeggiante, ad eccezione della parte settentrionale della città, in cui sono presenti le colline dei rioni di Crenna e dei Ronchi. Il comune è attraversato dal torrente Arno, detto Arnetta dagli abitanti della zona, e dall'affluente Sorgiorile. Inoltre, nell'estremità sud-est del territorio, Gallarate è lambita dal torrente Rile.
- Classificazione sismica: Zona 4 (sismicità irrilevante), ordinanza PCM n. 3274 del 20/03/2003.[5]

### Clima
Secondo la classificazione climatica nazionale, il centro abitato di Gallarate è situato in Zona E. I Gradi giorno della città sono 2877 e il limite massimo consentito per l'accensione del riscaldamento è di circa 15 ore giornaliere (dal 15 ottobre al 15 aprile).
Il clima di Gallarate è di tipo sub-continentale: gli inverni sono freddi e presentano giornate di gelo, mentre le estati sono calde e afose; è sempre presente, anche se in misura minore rispetto al passato, il fenomeno della nebbia. Le precipitazioni medie annue sono pari a 1082 millimetri, con un picco in primavera e in autunno e un minimo relativo in inverno. La media niveometrica del territorio, invece, si aggira intorno ai 40 centimetri all'anno.
In base alla media trentennale di riferimento (1960-1990) stilata dalla stazione meteorologica di Milano Malpensa, situata a meno di 10 chilometri di distanza dal centro di Gallarate, la temperatura media della città nel mese più freddo dell'anno (gennaio) si attesta intorno a +1 °C, mentre nel mese più caldo (luglio) è di circa +22 °C, per una media di +11,5 °C.

## Storia
Testimonianze archeologiche datano le origini di questo nucleo urbano al II millennio a.C., anche se la maggior parte dei reperti è di natura celtico-gallica. Dai Galli, infatti, deriverebbe anche il nome della città. Il suffisso di matrice celtica e diversi rinvenimenti (urne cinerarie di tipo golasecchiano) possono far propendere per una fondazione preromana, probabilmente insubre ("call-aria", terra di ghiaia). La centrale piazza della Libertà costituisce il sito del presunto villaggio insubre e del castello medievale.
Successivamente, sotto la dominazione romana, divenne parte della provincia della Gallia Cisalpina. Da Gallarate passava l'antica via Severiana Augusta, strada romana consolare che collegava Milano con il Verbano. Da un punto di vista amministrativo, Gallarate faceva parte della regio XI Transpadana.
Nel 974 si parla di un "loco et fundo Galerate".
Quando Ottone Visconti, nel 1287, distrusse Castelseprio, divenne sede del Capitano e del Vicario del Seprio, in quanto i milanesi si impadronirono del borgo nel 1292. Proprio da questo ruolo Gallarate trasse profitto, trasformandosi in un centro commerciale. Questa vocazione accompagnò la città anche in età sforzesca.
Il centro storico, derivato dal borgo medievale fortificato, si raccoglie in forma ellittica in sinistra dell'Arno, torrente che fu spesso cagione di danni alla città per le frequenti inondazioni.
Dal XVI al XVIII secolo Gallarate finì - con l'intero Stato di Milano - sotto la dominazione prima francese e poi spagnola. Diventò un feudo, contea con aggregato il Grandato di Spagna, che fu trasmesso a diverse famiglie nobili fino all'abrogazione del feudalesimo nel 1797, (Bentivoglio, Caracciolo, Pallavicino, Altemps, Visconti e Castelbarco). 
Fra il 1786 e il 1787, Gallarate fu capoluogo di una delle province della Lombardia austriaca.
La dominazione napoleonica vide la cittadina partecipe della rivoluzione industriale, mentre nel periodo della 'restaurazione' fu teatro di molti dibattiti romantici, preparatori delle lotte di indipendenza e del Risorgimento, in quanto nella città vivevano Giuseppe e Pompeo Castelli, titolari di quella "farmacia del Rinascimento" dove, secondo la tradizione, Gerolamo Rovetta avrebbe ambientato il romanzo "Romanticismo". Oggi la farmacia è ancora esistente, colla denominazione di farmacia Dahò.
Con Decreto Luogotenenziale del 19 dicembre 1860, a firma del principe Eugenio di Savoia-Carignano, "Luogotenente Generale di S.M. nei Regii Stati" per conto di Re Vittorio Emanuele II, Gallarate fu insignita del titolo di città, titolo poi confermato quasi un secolo più tardi con provvedimento governativo di riconoscimento con D.p.c.m. 30 agosto 1952, a firma del Presidente del Consiglio dei Ministri Alcide De Gasperi.
Fu uno dei cinque circondari in cui era divisa - in periodo post-unitario - la provincia di Milano.
Nel 1869 i confini della città furono allargati annettendo i soppressi comuni di Arnate e Cedrate, e nel 1923 quelli di Caiello e Crenna. In quegli anni la proposta di aggregazione di comuni fu più ampia, includeva anche Cardano al campo che aveva circa tre mila abitanti e Cassano Magnago con cinque mila e ottocento.
Nel dicembre del 1926 il governo fascista decise la creazione della nuova provincia di Varese ed il circondario di Gallarate, comprendente anche comuni di un certo rilievo demografico, quali Busto Arsizio, Legnano, Saronno e Rho, venne spartito fra la nuova provincia e quella di Milano. La città perse notevole importanza, data dall'abolizione dei circondari e, la conseguente chiusura della Sottoprefettura, sino ad allora ospitata nell'attuale Palazzo Borghi.
Gradualmente Gallarate si incentrò sempre più sul suo ruolo industriale, di cui oggi abbiamo traccia, oltre che nei centri ancora funzionanti, in molti capannoni in stile liberty, ormai abbandonati o riconvertiti e nelle numerose ciminiere (all'inizio del XX sec. era ancora nota come la città dalle cento ciminiere). In alcuni casi le fabbriche cittadine realizzarono villaggi operai, come il Villaggio Bellora, divenuti in alcuni casi veri nuovi quartieri, come Cascinetta.

### Simboli

Gonfalone della città

Lo stemma è stato riconosciuto con decreto del Capo del governo del 21 febbraio 1933.
Il gonfalone, concesso con decreto del presidente della Repubblica del 19 settembre 1952, è un drappo di bianco con il retro di rosso.

## Monumenti e luoghi d'interesse

### Architetture religiose
- Basilica di Santa Maria Assunta
- Chiesa dei Santi Nazaro e Celso
- Chiesa della Madonna della Speranza (1975), di Vittorio Introini
- Chiesa del Sacro Cuore
- Chiesa di San Eusebio Vescovo
- Chiesa di San Francesco
- Chiesa di San Giorgio
- Chiesa di San Giuseppe Lavoratore
- Chiesa di San Paolo
- Chiesa di San Pietro
- Chiesa di San Rocco
- Chiesa di Sant'Alessandro
- Chiesa di Sant'Antonio Abate
- Chiesa di San Zenone
- Chiesa Gesù Divino Lavoratore
- Collegiata di Santa Maria Assunta
- Convento di San Francesco
- Santuario della Madonna in Campagna

### Architetture civili
- La Crocetta di Cesare Visconti (1694)
- Villa Bossi (1900)
- Villa Mauri (primi del '900)
- Monumento ai Caduti di Enrico Butti (1924)
- Palazzo Minoletti, già Casa del Fascio, di Giulio Minoletti (1940)
- Biblioteca Civica, già Casa del Balilla, di Paolo Mezzanotte (1930)
- Monumento alla Resistenza di Arnaldo Pomodoro (1980)
- Villa Bellora nel quartiere Ronchi (1964)
- Casa Orlandi, di Giulio Ulisse Arata[20]

#### Loggetta di San Pietro
La loggetta di San Pietro è un edificio che studi recenti ascrivono all'epoca medievale.
Già censita nel Catasto Teresiano nel 1760 come "casa con bottega di proprio uso", viene poi raffigurata nel 1856 in una stampa dell'epoca.
Fu nota come casa Caroli e, in seguito, come casa Bianchi; nel 1938 fu acquisita dal Comune, quindi nel 1955 venne demolita e ricostruita spostata di pochi metri (l'ubicazione originaria venne occupata dal sagrato dell'adiacente chiesa di San Pietro), previo il recupero di materiali originali. Nel 2016 fu venduta a privati.

### Aree naturali
- La Boschina, area verde e agricola di interesse botanico e ambientale. È situata nel rione di Crenna, nell'area nord-occidentale della città, a ridosso del Parco dei Fontanili del comune di Besnate.
- Il Parco Bassetti, da molti considerato il polmone verde della città. È situato tra il centro cittadino e il rione dei Ronchi, in posizione collinare.

Gallarate è un comune facente parte del Parco del Ticino, fiume che scorre a ovest del centro abitato.

## Società

### Evoluzione demografica
Negli ultimi cinquanta anni, a partire dal 1961, la popolazione residente è aumentata del 50 %.
Abitanti censiti

### Etnie e minoranze straniere
Al 31 dicembre 2017 gli stranieri residenti nel comune di Gallarate erano 8375 (13,8% della popolazione totale). Di seguito sono riportati i gruppi più numerosi:
1. Albania (1.163)
2. Pakistan (1.134)
3. Romania (759)
4. Bangladesh (713)
5. Marocco (741)
6. Cina (656)
7. Ecuador (399)
8. Senegal (221)
9. Perù (213)

### Lingue e dialetti
Oltre alla lingua italiana, a Gallarate è parlato anche il dialetto locale, una variante del dialetto varesotto. Ci sono però alcune differenze dal dialetto parlato a Varese, essendo la località influenzata dai dialetti delle zone vicine, soprattutto da quello bustocco (Busto Arsizio). Come tutti i dialetti lombardi occidentali, anche il varesotto è sostanzialmente una lingua romanza derivata dal latino.

### Religione
Il territorio di Gallarate fa parte dell'Arcidiocesi di Milano ed è quindi di rito ambrosiano.

## Cultura

### Scuole superiori
- IIS Giovanni Falcone
- IIS Andrea Ponti
- Istituto Universitario Aloisianum

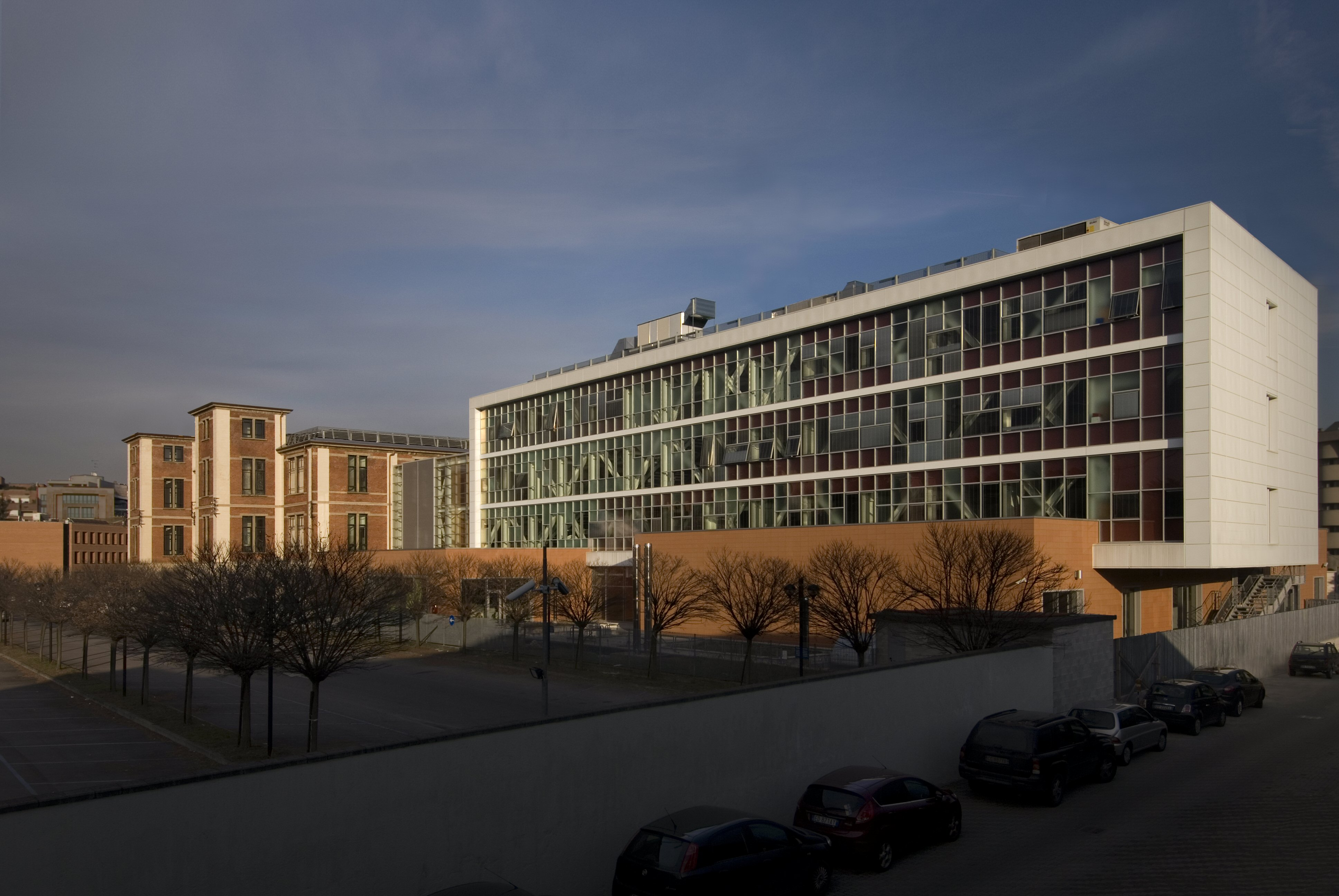
Veduta dell'IIS Giovanni Falcone.

- Liceo Linguistico - ITC Gadda Rosselli
- Liceo Classico Giovanni Pascoli
- Liceo Scientifico Leonardo da Vinci
- Liceo IPSIA Andrea Ponti
- Conservatorio Giacomo Puccini[24]
- Liceo Scientifico Sacro Cuore Gallarate[25]

### Musei
- Museo Arte Gallarate (MAGA), inaugurato nel 1966
- Museo della Collegiata
- Museo della Società per gli Studi Patri di Gallarate[26]

### Cucina

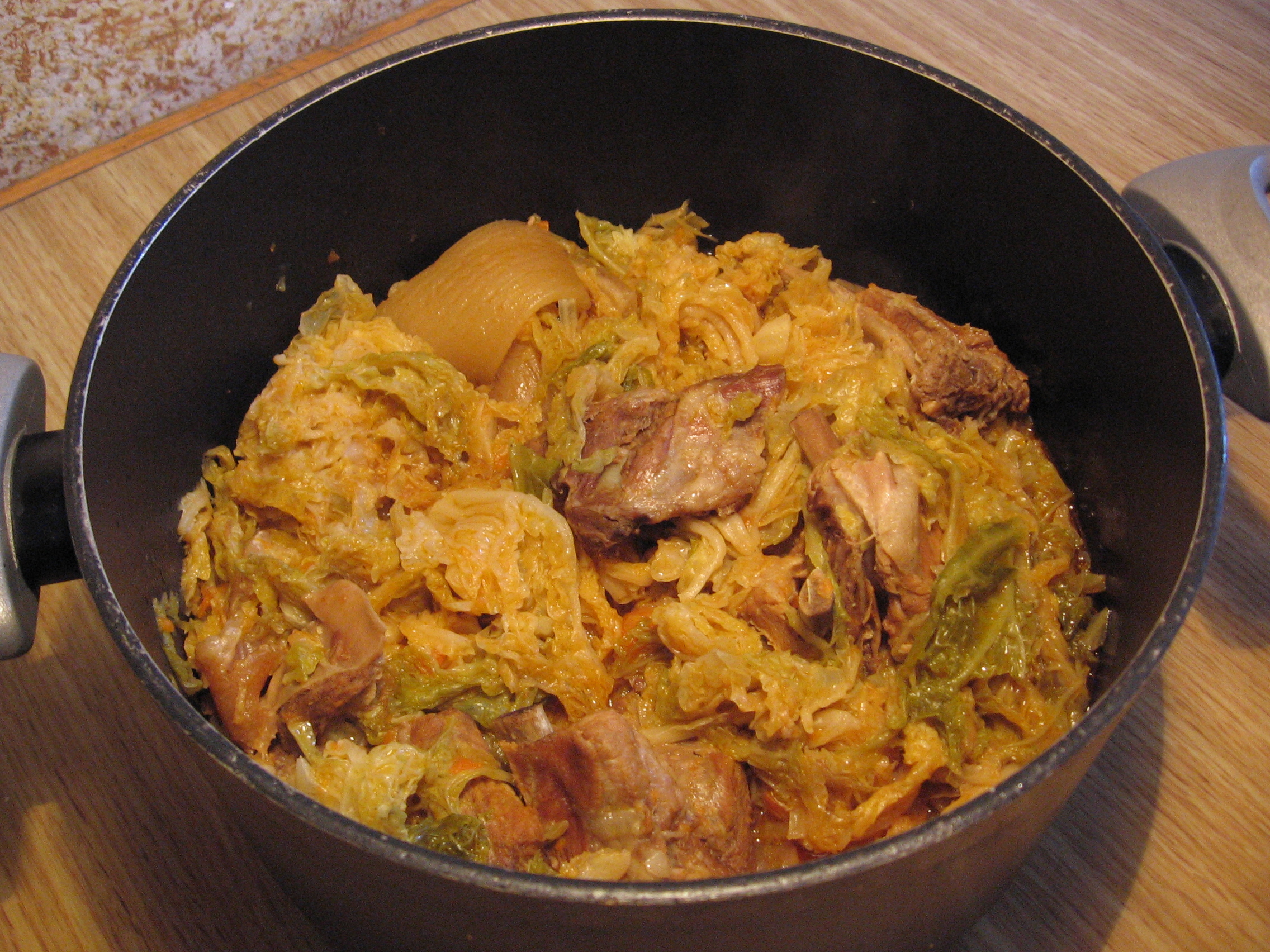
Una pentola di cassoeula.

La cucina gallaratese è tipica dell'Insubria e dell'Altomilanese. È fortemente legata alle tradizioni contadine e all'influenza delle cucine delle zone vicine, soprattutto quella milanese. Alcuni piatti caratteristici sono la Cassœula (in dialetto varesotto cassoeura o casöra), il risotto, i bruscitti e la polenta. Dolce tipico cittadino sono gli amaretti di Gallarate, un tipo di amaretto morbido, dalla forma allungata, simile a quello di Brissago e di Samarate. 
La Regione Lombardia ha inserito gli amaretti di Gallarate nell'elenco regionale dei prodotti agroalimentari tradizionali lombardi.

## Economia
La posizione geografica di Gallarate, che lega la città ai centri di Varese e di Milano, l'ha resa principalmente un centro industriale. Inizialmente il settore d'attività principale era quello tessile, ma ad oggi l'attività si trova in un forte periodo di crisi.
In seguito alla terziarizzazione dell'economia italiana e lombarda, Gallarate ha colto il potenziale offerto dal vicinissimo aeroporto della Malpensa, trasformandosi così in un centro terziario e commerciale di crescente importanza. La città sta potenziando le proprie infrastrutture e si propone anche come base logistica: a Gallarate, infatti, hanno sede e uffici compagnie aeree, imprese di trasporto su ferro e imprese multinazionali.
Nuovi sviluppi per l'economia gallaratese e dell'area di Malpensa sono avvenuti in seguito all'assegnazione di Expo 2015 alla città di Milano: l'esposizione, infatti, ha avuto sede accanto al polo fieristico di Rho, collegato con Gallarate.

## Infrastrutture e trasporti

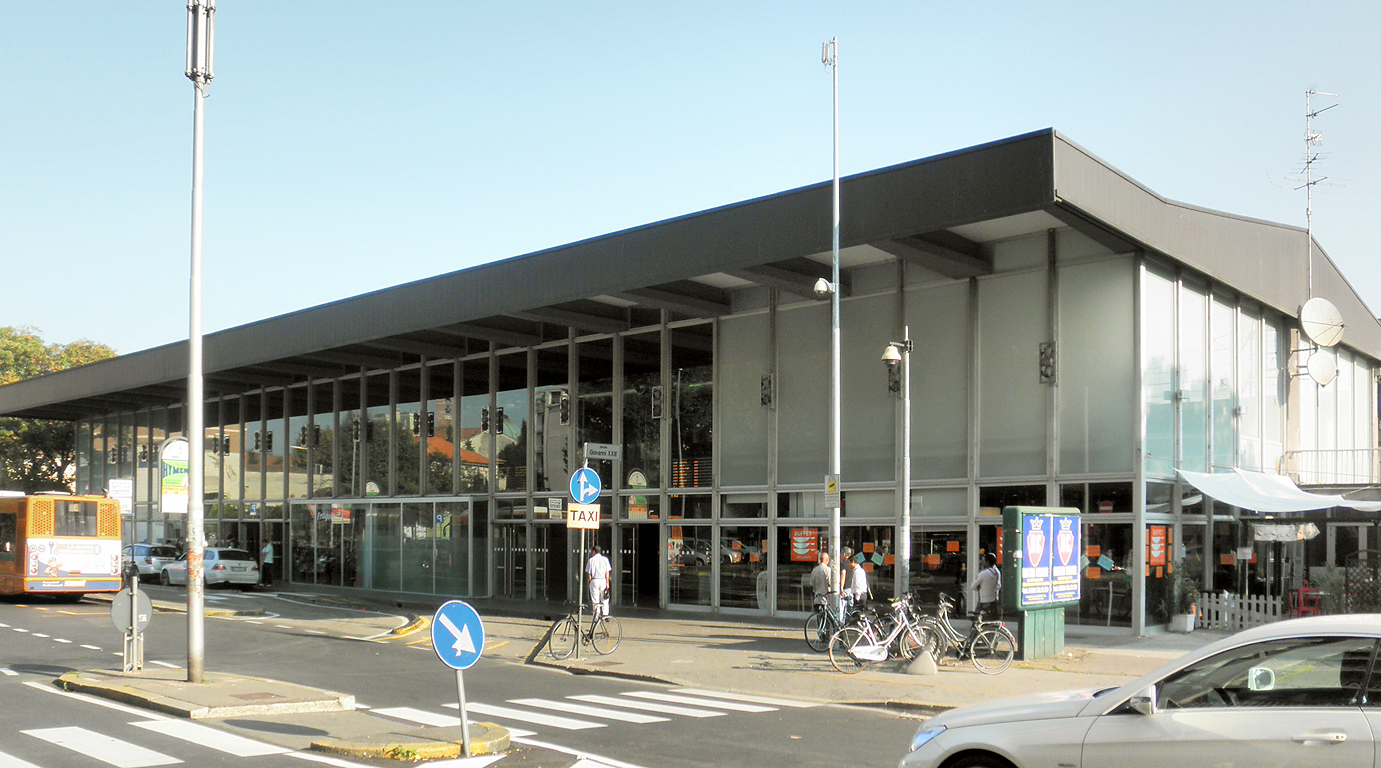
La stazione ferroviaria di Gallarate.

Tradizionalmente posta lungo l'asse della Strada statale 33 del Sempione, Gallarate possiede un'omonima uscita lungo l'Autostrada A8 (Autostrada dei Laghi) e una sulla diramazione A8-A26 (Gallarate-Gattico).
La stazione di Gallarate, posta lungo la ferrovia del Sempione, funge da località di diramazione della Ferrovia Gallarate-Laveno e della Ferrovia Gallarate-Varese. Tale impianto è servito da treni regionali di Trenord, nell'ambito di un contratto di servizio stipulato dalla compagnia ferroviaria con la Regione Lombardia, e da treni a lunga percorrenza.
Tra il 1881 e il 1951 la città ha rappresentato il principale capolinea della Tranvia Milano-Gallarate, gestita dalla STIE, da cui si diramavano due ulteriori prolungamenti.

## Amministrazione
| Periodo          | Periodo          | Primo cittadino       | Partito          | Carica                  | Note          |
| ---------------- | ---------------- | --------------------- | ---------------- | ----------------------- | ------------- |
| 20 dicembre 1992 | 7 luglio 1993    | Luigi Patrini         | Unione di Centro | Sindaco                 | Dimissionario |
| 21 novembre 1993 | 5 dicembre 1997  | Angelo Luini          | Lega Nord        | Sindaco                 |               |
| 6 dicembre 1997  | 13 febbraio 2001 | Angelo Raffaele Greco | Forza Italia     | Sindaco                 | Dimissionario |
| 14 febbraio 2001 | 27 maggio 2001   | Giuseppe Castelnuovo  | –                | Commissario prefettizio |               |
| 28 maggio 2001   | 14 maggio 2011   | Nicola Mucci          | Forza Italia     | Sindaco                 |               |
| 15 maggio 2011   | 20 giugno 2016   | Edoardo Guenzani      | centrosinistra   | Sindaco                 |               |
| 20 giugno 2016   | in carica        | Andrea Cassani        | Lega Nord        | Sindaco                 |               |

## Sport
Calcio
- A.S.D. Gallarate Calcio (precedentemente Gallaratese), Prima Categoria
- A.S.D. Torino Club (Ronchi), Seconda Categoria
- C.S.R. Azalee (Cajello), Serie C femminile
- O.F.C. Arnate (Arnate), Terza Categoria
- S.S.D. Cedratese (Cedrate), Terza categoria
- U.S.C. Crennese (Crenna), non più in attività

Ciclismo
- S.C. Crennese: nata nel 1924, ha organizzato anche il Mondiale di ciclocross del 1954[30]

Football americano
- G-Team

Ginnastica
- S.G. Gallaratese

Pallacanestro
- S.P. Gallarate

Pallamano
- S.G.S. Crenna[31]

Rugby
- A.S.D. Malpensa Rugby[32]

Scacchi
- S.S. Gallaratese

Scherma
- A.S.D. Accademia Scherma Gallaratese

Tiro con l'arco
- A.S.D. Compagnia Arcieri Monica[33]